# Убивство Бориса Нємцова
Убивство Бориса Нємцова — політичний та кримінальний злочин, акт політичного тероризму, убивство одного з головних лідерів російської опозиції путінському режиму. Було скоєно о 23:31 годині вечора 27 лютого 2015 року на Великому Москворецькому мосту в Москві (55°44′58.2″ пн. ш. 37°37′27.16″ сх. д. / 55.749500° пн. ш. 37.6242111° сх. д.).

## Перебіг події
27 лютого 2015 року о 23:40 Борис Нємцов було вбито чотирма пострілами з 9-міліметрового пістолета Макарова. Вбивці втекли на білому автомобілі Ford. Після цього в місті було оголошено план «перехоплення». Про вбивство було повідомлено главу МВС Володимира Колокольцева. Поруч із Нємцовим під час убивства була дівчина 1991 року народження, уродженка Білої Церкви Анна Дурицька.
Адвокат сім'ї Нємцова Вадим Прохоров повідомив про те, що політику в соцмережах надходили погрози від невідомих осіб. У зв'язку з цим той звертався в правоохоронні органи.
28 лютого на youtube була опублікована композиція тривалістю 5:25'' невідомого авторства, перші 2:02'' якої являють собою прокоментоване прискорене з різною швидкістю відео начебто всепогодної камери, яка цілодобово знімає Москворецький міст, за проміжок часу з 23:17 до 23:52. За словами коментатора, з точністю до секунди було зафіксовано злочин о 23:31. Але саме у цей момент фігура, яку коментатор називає Нємцовим, була закрита снігозбиральною машиною. 3 березня Андрій Ілларіонов показав дезінформації офіційних версій та побудував власну реконструкцію злочину.

## Розслідування
Президент Путін доручив Слідчому комітету, МВС та ФСБ створити єдину слідчу групу з розслідування убивства Нємцова. Слідчу групу очолив Ігор Краснов, який розкрив вбивство Станіслава Маркелова та Анастасії Бабурової.
Слідчий комітет РФ назначив винагороду у розмірі 3 млн рублів за будь-яку цінну для слідства інформацію про убивство Бориса Нємцова.
У перші ж години після вбивства у квартирі Нємцова на вулиці Мала Ординка пройшов обшук, були вилучені усі документи та матеріали, пов'язані з його бізнесом та політичною діяльністю.
Слідчі встановили, що кілер був вдягнений у коричневий светр та сині джинси. Злочинців було мінімум троє. Один з них стріляв у Нємцова, ще один їхав на автомобілі та ще щонайменше одна людина стежила за Нємцовим. Зі слів свідка було складено портрет стрільця.
28 лютого Володимир Маркін — офіційний представник Слідчого комітету РФ, назвав такі версії слідства:
1. провокація для дестабілізації політичної ситуації в Росії[23];
2. побутові мотиви[23];
3. виконання погроз радикальних ісламістів внаслідок позиції Нємцова щодо «Шарлі Ебдо»[23][24];
4. можливі конфлікти у сфері комерційної діяльності[23][25];
5. «український слід»[23][26], помста українських олігархів[27].

3 березня опозиціонер Ілля Яшин заявив, що вбивство Нємцова скоїли професіонали і пов'язане воно з його опозиційною діяльністю, а його доповідь про участь російських військ у війні на Донбасі знаходиться у слідчих. Олексій Навальний заявив, що Нємцов був вбитий учасниками провладної організації за наказом політичного керівництва країни (в тому числі і Володимира Путіна), оскільки був одним з найпроблемніших політиків для влади . Михайло Касьянов назвав вбивство Нємцова демонстративною розправою.
5 березня помічниця Нємцова Ольга Шоріна показала його записку про російських десантників на Донбасі, яку політик напередодні свого вбивства передав їй. В записці Нємцов написав: «Зі мною зв'язалися десантники з Іванова. 17 вбитих. Десантникам не платять їхні гроші, але зараз вони бояться говорити».
6 березня Генпрокурор України Віктор Шокін дав доручення прийняти усі необхідні заходи для захисту життя та здоров'я головного свідка вбивства Нємцова Анни Дурицької у зв'язку з її заявою про загрозу її життю з боку невідомих осіб.

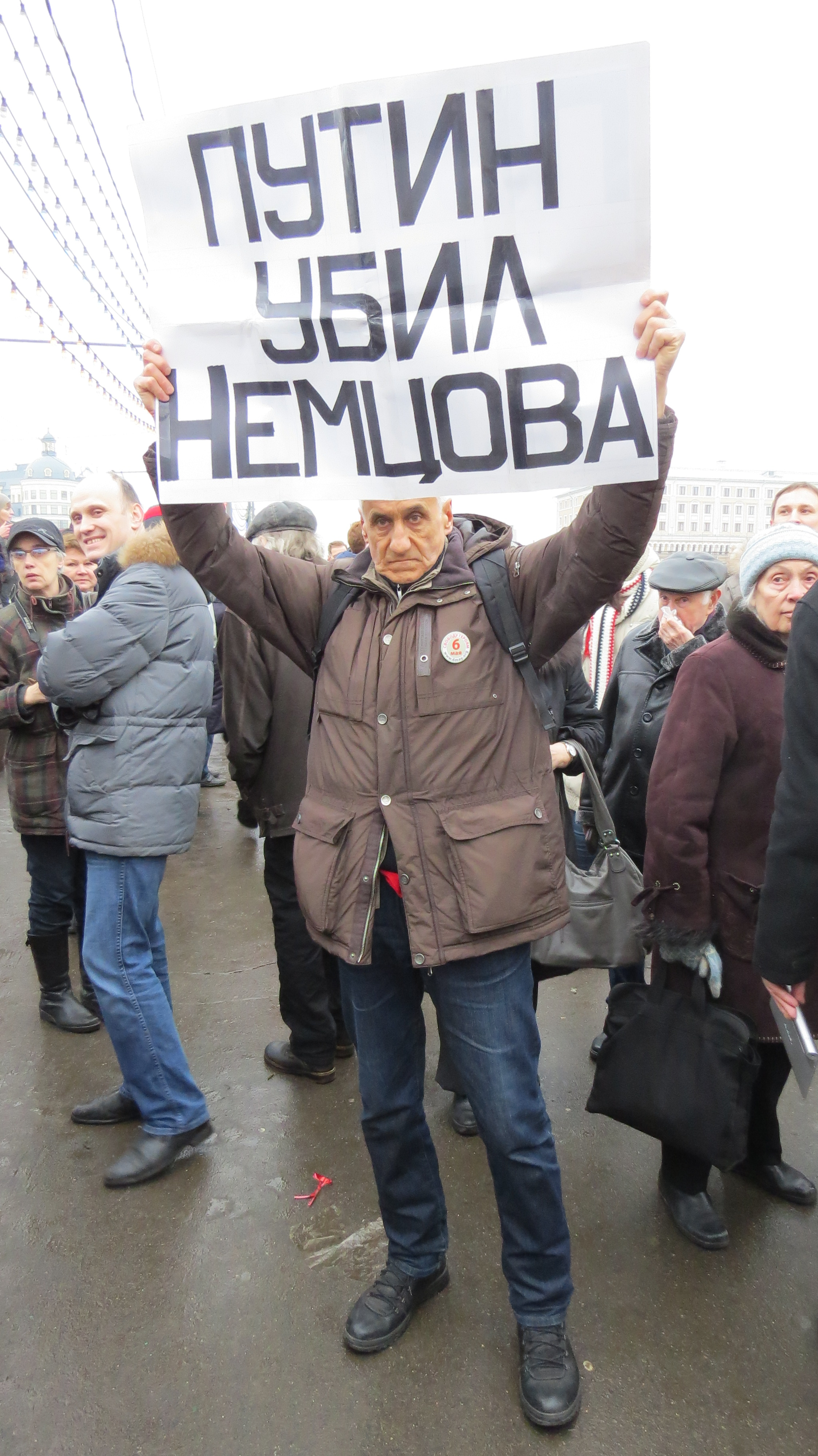
Протестувальник із плакатом на місці вбивства Нємцова

7 березня директор Федеральної служби безпеки РФ Олександр Бортніков заявив про затримання двох підозрюваних у вбивстві Нємцова, розголосивши їх імена і прізвища. Ними виявились Анзор Кубаш і Заур Дадаєв. Коментуючи цю новину адвокат Нємцова Вадим Прохоров сказав, що не він, ні родичі Нємцова не були інформовані про це. У 2011 році згідно з повідомленням на офіційному сайті глави та уряду Чечні людина з іменем Заур Дадаев працював на посаді прес-секретаря комітету уряду Чеченської Республіки з питань молоді. Адвокату Нємцова здалося дивним, що інформацію про затримання підозрюваних у вбивстві Нємцова повідомив не Слідчий Комітет, а глава ФСБ. Пізніше офіційний представник СК РФ В. Маркін повідомив, що затримані підозрюються в причетності як до організації так і до виконання злочину. Того ж дня одного з підозрюваних у вбивстві Нємцова було заблокувано в Грозному у квартирі багатоповерхового будинку по вулиці Льва Яшина. На вимогу здатися, він кинув гранату в бік поліції та підірвав себе гранатою. Мати Дадаева, коментуючи його затримання сказала, що він протягом десяти років служив у правоохоронних органах і не міг скоїти злочин. Старша донька Нємцова Жанна в інтерв'ю німецькій газеті Bild am Sonntag заявила, що її батька було вбито, бо він був проти Кремля, а вбивці були впевнені, що не будуть покарані і злочин не буде розкрито. Заявив, що не вірить офіційній версії слідства і російський фінансист та блогер С. Рабинович. Він згадав, що Нємцов багато разів казав, що боїться, що Путін його вб'є. Пізніше Дадаєв визнав свою провину у вбивстві Нємцова. Деякі експерти висловлювали думку, що Нємцова вбив не Путін, а лідер Чечні Р. Кадиров через персональну ненависть до нього а потім наказав знищити усіх причетних до цього вбивства. Заур Дадаєв говорячи про мотив вбивства сказав, що Нємцов був вбитий через його висловлювання проти мусульман, пророка Мухамеда та ісламської релігії. Соратник Нємцова І. Яшин в свою чергу заявив, що не вірить у версію про ісламський екстремізм і вважає, що вбивство було скоєно по політичним мотивам. Газета «Московский комсомолец» повідомила, що автомобіль «ЗАЗ-Chance» був придбаний імовірними кілерами ще у вересні 2014 року і ще тієї ж осені, тобто до подій у редакції «Шарлі Ебдо» він потрапив до об'єктиву камер спостереження неподалік від дому Нємцова. Це поставило під сумнів версію, озвучену самим Зауром Дадаєвим про вбивство із нібито релігійних мотивів.
10 березня З. Дадаєв заявив, що дав зізнавальні свідчення, аби врятувати свого підлеглого Р. Юсупова. Того ж дня «Новая газета» повідомила, що існує «розстрільний список» до якого входять Михайло Ходорковський, Ксенія Собчак та Олексій Венедиктов. Прес-секретар Путіна Дмитро Пєсков назвав питання про існування такого списку «абсурдним».
19 березня у СК РФ заявили, що Нємцова вбили «у зв'язку з активною підтримкою публікацій карикатур» на пророка Мухаммеда. Заур Дадаєв діяв за «замовленням» невстановлених осіб, які поділяли його релігійні погляди й виділили на операцію 5 мільйонів рублів . Коли Нємцов пройшов по мосту 100 метрів Дадаєв дістав пістолет і вистрілив його . 1 квітня Дадаєв заявив, що не вбивав Нємцова і має багато доказів, а свої свідчення робив під тиском. Того ж дня Мосміськсуд визнав незаконним арешт трьох фігурантів справи про вбивство Бориса Нємцова — Тамерлана Єскерханова, Хамзата Бахаева та Шадіда Губашева. 7 квітня їх було заарештовано повторно .
17 квітня Дадаєв знову визнав себе винним у вбивстві Нємцова. Він розповів, що швидким кроком йшов за ним та його подругою по мосту й за 5 метрів тричі вистрілив Нємцову у спину. Після цього він по телефону дав сигнал чоловіку на ім'я Біслан, щоб тої під'їхав. Після перших вистрілів Нємцов був живий та намагався підвестися. Потім пролунало ще 2-3 вистріли.

## Марш «Весна» 1 березня

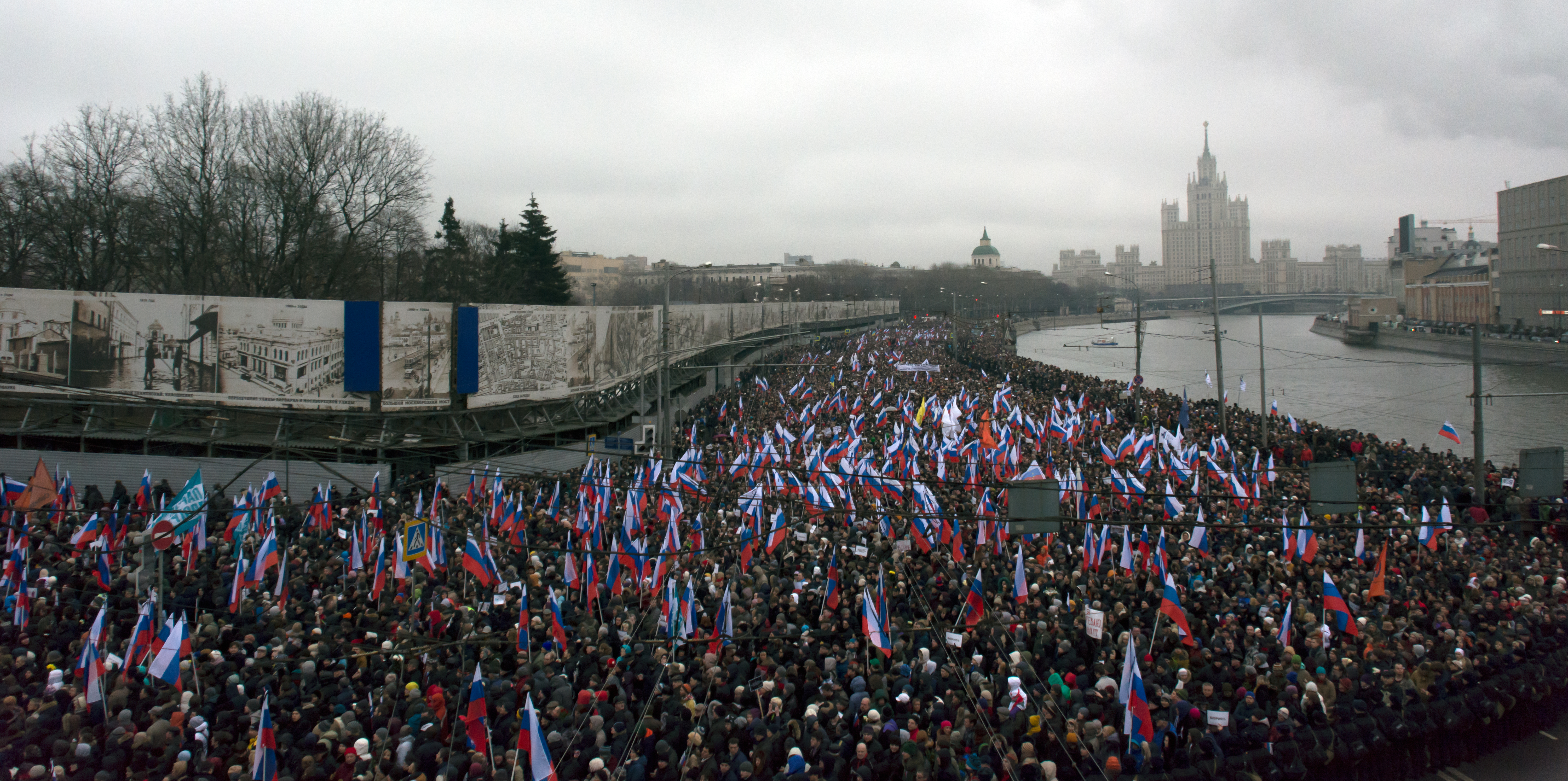

28 лютого організатори повідомили про перенесення маршруту маршу «Весна» з Мар'їно у центр Москви, поблизу Кремля: В связи с убийством Немцова место марша перенесено в центр Москвы, марш начнется 1 марта в 14:00 у станции метро «Китай-Город». Его участники пройдут до Большого Москворецкого моста, где был застрелен Борис Немцов.
З мерією Москви вже до 14 годин 28 лютого було погоджено, що траурна хода йде від Китайгородського проїзду по Москворецькій набережній, Великому Москворецькому мосту і закінчиться на Малому Москворецькому мосту.
1 березня у маршах пам'яті Бориса Нємцова узяли участь десятки тисяч росіян. За даними Леоніда Волкова — близько 50 тисяч. У Петербурзі люди йшли під гаслами «Ні війні!», у Москві — «Росія без Путіна!», «Нємцов — це любов! Путін — це війна!», а також «Не забудем. Не простим».
Михайло Касьянов під час свого виступу запропонував назвати Великий Москворецький міст іменем Бориса Нємцова.
Під час маршу поліцією було затримано українського депутата Олексія Гончаренка, — як він вважав спочатку, за футболку з надписом українською мовою «Герої не вмирають!». Виявилося, що його допитували як можливого свідка про злочини відносно громадянина Росії в Одесі 2 травня 2014 року, оскільки він говорив про свою участь у тих трагічних подіях.
Російський поет Андрій Орлов («Орлуша») склав вірш на смерть Нємцова:
|  | Это случилось в Москве сегодня. Не промахнулись стволы подлецов. В строю российской Небесной Сотни Правофланговый - Борис Немцов. За правду четыре пули наградой. Всего лишь день не дожил до весны. Красивое место выбрали гады - С видом на Кремль, в сердце страны ... |

В ніч на 28 березня прихильниками Путіна було знищено Народний меморіал на місці вбивства Нємцова, але вже через декілька годин прихильники опозиціонера відновили його. Пізніше ЗМІ повідомили, що меморіал було знищено за наказом віце-мера Москви П. Бірюкова.

## Марш 27 лютого 2016
У Росії, Білорусі та Києві пройшли марші пам'яті Немцова. У Москві також пройшла хода на підтримку Надії Савченко. Серед учасників ходи на підтримку Надії Савченко було чимало українців з українськими прапорами. Сестра Надії — Віра, адвокат Марк Фейгін, очолили ходу. Всього в Москві було до 24 тисяч учасників.
У Новосибірську влада не дала дозволу на проведення мітингу, лише на поодинокі пікети і покладання квітів. У Красноярську, Воронежі провокатори перешкоджали проведенню мітингів.

## Відгуки, оцінки

### Державні діячі
Колишній посол США в Росії Майкл Макфол:
| Нємцов був справжнім патріотом, який вірив у можливість величі Росії. Я плачу разом з його сім'єю і країною, яку він так любив[76]. |

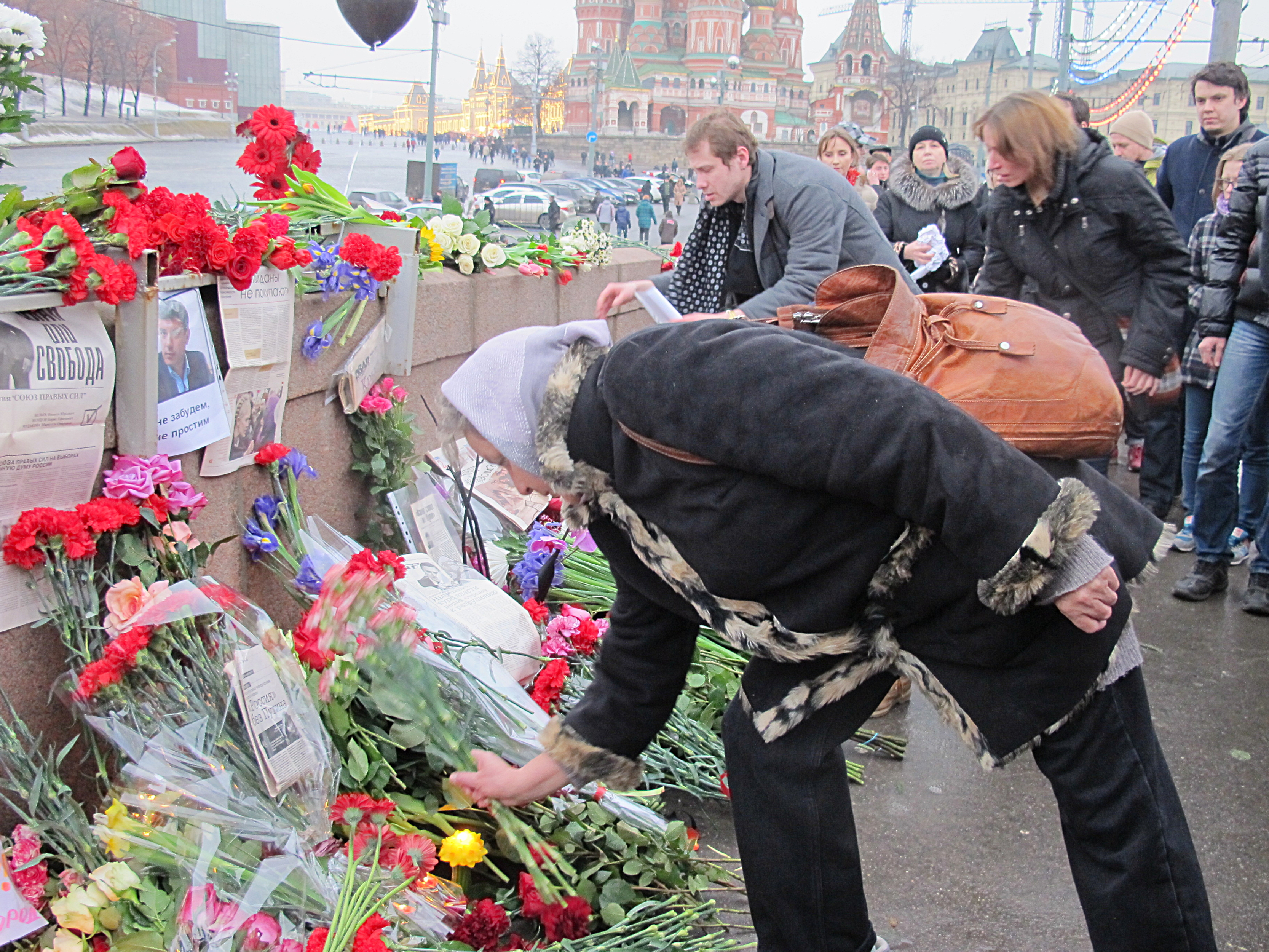

3 березня президент США Барак Обама заявив, що вбивство Нємцова свідчить про погіршення в Росії ситуації з правами людини та свободою слова.
 Президент України Петро Порошенко 
| Шок. Бориса убили. Важко в це повірити. Пам'ятаю його усмішку, його сміливі ідеї. Один з небагатьох, кого можна назвати другом. Він був містком між Україною та Росією. Пострілом убивць це зруйновано. Думаю, не випадково. Не маю сумніву, вбивці будуть покарані. Рано чи пізно. Світла пам'ять...[78] |
| ..Борис задекларував, що має оприлюднити переконливі докази участі російських Збройних сил в Україні. Хтось дуже цього боявся. Борис не боявся, кати боялися. Вони його вбили.[79] |
3 березня Порошенко посмертно нагородив Нємцова орденом Свободи.

Президент Грузії Георгій Маргвелашвілі заявив, що він «приголомшений» у зв'язку з тим, що трапилося. Прем'єр-міністр Грузії Іраклій Гарібашвілі висловив співчуття родині Нємцова і «російському народові» у зв'язку з сталася в центрі Москви, назвавши це «жахливою трагедією».
 Міністр закордонних справ Ізраїлю Авігдор Ліберман приніс співчуття рідним і близьким Бориса Нємцова на своїй сторінці в Facebook.
 Президент Литви Даля Грибаускайте написала в своєму Твіттері — «вбивство Бориса Нємцова показує, що Росія сповзає вниз, у темряву терору проти власного народу».
 Міністр закордонних справ Латвії Едгар Рінкевичс заявив, що «вбивство Бориса Нємцова є доказом божевілля, яке править в Росії». Також він висловив співчуття родині вбитого і вважає, що надія об'єктивного розслідування є невеликою .

### Політики, суспільні діячі
- Альфред Кох, колишній віце-прем'єр-міністр Росії:

| Нємцов прибіг з Ізраїлю, коли Слідчий комітет відмовився порушувати кримінальну справу, не знайшов підстав. О, як здорово, і повернувся. А це означало просто, що прийнято інше рішення.[82] |
| Через пару років їм би прийшлося вбивати Нємцова в іншій ситуації, коли він - депутат Думи і без п'яти хвилин - президент РФ.[83] |
| Судячи з того, як це відбувалося, де це відбувалося ... без наших спецслужб не обійшлося. Наші спецслужби достатньо дисципліновані, щоб приймати волюнтаристські рішення без керівництва. ...Це кремлівський розклад, захотілося острашку дати, показати, хто в домі господар... Будувати банальну бананову диктатуру, тут розуму багато не треба. Відстрілювати політичних суперників, затикаючи їм рот або купуючи - ось і вся політика.[82] |
- Володимир Буковський, політик:

| Кремль вирішив прибрати Бориса Нємцова напередодні антивоєнного, антикризового маршу "Весна", який планувалося провести 1 березня в Москві. Ніхто, крім путінського режиму, не здатний на розстріл поруч з Кремлем, бо це саме небезпечне місце для злочину. Там повно камер відеоспостереження, повно спецслужбістський багнетів... Мета одна: знищити останнього справжнього лідера російської опозиції, який дійсно працював проти режиму. Кремль страшенно боявся маршу 1 березня, одним з організаторів якого був Нємцов[5] |
- Юрій Фельштинський, історик:

| Публікація колишнім членом кабінету міністрів російського уряду Нємцовим документів, що підтверджують наявність російських військ в Україні, робила Нємцова в очах Путіна «зрадником» і полегшувала Путіну прийняття рішення про винесення смертного вироку своєму політичному супротивникові і конкуренту. ... Заява Нємцова про намір опублікувати документи могло стати останньою краплею, переважити чашу терезів на бік смертного вироку. З точки зору Путіна Росія залучена у війну, а під час війни діють закони воєнного часу. Саме їх і застосував Путін до Нємцова... ...від вбивства Нємцова Путін опинився в потрійний вигоді: і конкурента на владу усунув, і опозицію послабив, і фронт своїх прихильників зміцнив, тому що, звичайно ж, з убивством Нємцова вони піднеслися. Адже вони впевнені, що Нємцова ліквідували за наказом Путіна. Брехливі версії в пресу Кремль вкидає не для них, а для нас[84]. |
- Ігор Ейдман, двоюрідний брат Нємцова, російський соціолог, політичний публіцист:

| За менталітетом Путін - пахан, а в бандитсько-злодійському середовищі дуже важливо "фільтрувати і відповідати за базар". Якщо злодія в законі нецензурно образили, він зобов'язаний убити кривдника, інакше втратить свій паханскій статус. А Боря крив головного пахана Росії: «Та він йоб..тий, Володимир Путін...!» ...Якби Путін не вбив Нємцова, то втратив би авторитет в очах своєї кремлівської братви. Другий момент - політичний. Останнім часом Борис серйозно займався розслідуванням агресії РФ проти України і ролі Путіна в цих кривавих подіях. Нємцов збирав докази військових злочинів російської армії на Донбасі, планував опублікувати доповідь «Путін. Війна»... <Путін> знав про плани Нємцова, тому і прибрав його саме зараз, поки правда про війні не ринула в маси.[85] |
На думку Ігоря Ейдмана: «Путін замовив Нємцова Кадирову, той доручив розправу Алімбеков Делімханову. Операцію прикривало Федеральна служба охорони. ФСБ, що знаходиться в конфлікті з кадировцями, до справи не залучили і взагалі не поставили до відома»
- Лев Пономарьов, правозахисник:

| Ми не знаємо обставин, але я повинен сказати, що в нашій країні очікувані події — політичний терор.[87] |
- Аскольд Лозинський, лідер української діаспори США:

| Найбільш очевидний головний підозрюваний у вбивстві Бориса Нємцова оголосив всьому світу, що він особисто очолює розслідування.[88] |

### Діячі культури
Яків Кротов:
| Нємцова вбили в порядку першого святкування Дня Державних Кілерів - під сором'язливим назвою «День Сил спеціальних операцій». Демонстративність вбивства була підкріплена демонстративними промовами після вбивства, промови, які - з урахуванням особливостей новояза - відкрито заявляли: так, я вбив, і нічого мені за це не буде, і вас всіх вб'ю, якщо знадобиться, але поки не дуже-то й хотілося[89]. |
Борис Акунін, письменник:
| Один з найбільш живих людей, кого мені доводилося бачити. І найбезстрашніших. Добра пам'ять. А ви будьте прокляті, вурдалаки[90] |